# 薛僑
薛僑（1500年—？年），字尚遷，廣東潮州府揭阳县人，民籍。明朝政治人物，同进士出身。

## 生平
治《書經》，行六，嘉靖元年（1522年）廣東鄉試第六名舉人，年二十四歲中式嘉靖二年（1523年）癸未科會試第六十名，第三甲第一百六十六名進士。历官兵部车驾司郎中，嘉靖十八年二月授右春坊右司直兼翰林院检讨。二十四年三月牵涉入兵部黄册案。

## 家族
曾祖薛田。祖父薛志安。父薛驥。母曾氏。慈侍下。兄薛俊，国子监学正；薛傑；薛侃，行人司行人；薛僎；薛伟。